# Oliver Sittler

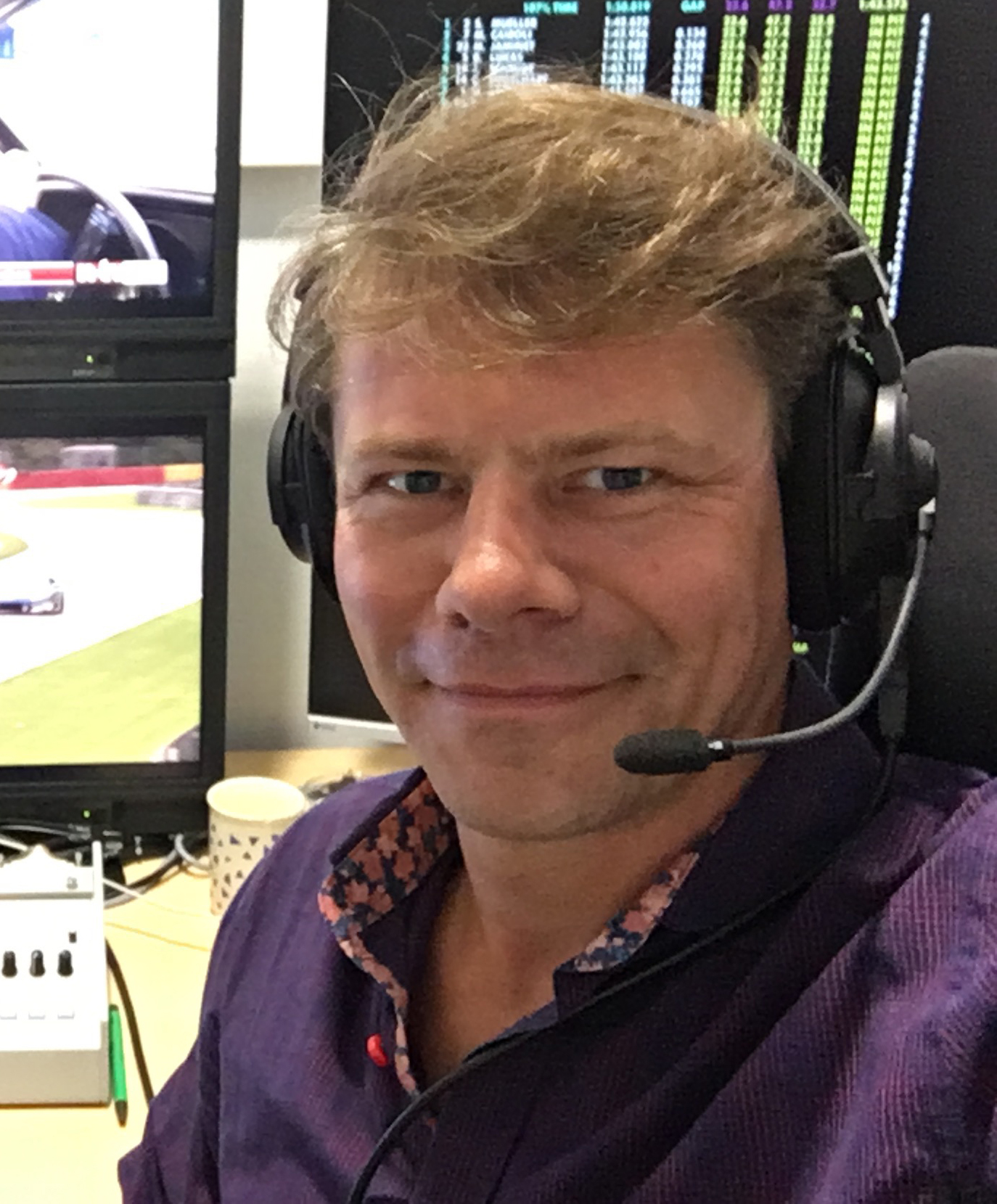
Oliver Sittler (2016)

Oliver „Oli“ Sittler (* 18. November 1976) ist ein deutscher Motorsportkommentator, Medientechniker und Produzent.

## Leben
Sittler verbrachte seine Kindheit in Rieneck im Landkreis Main-Spessart. Er studierte Medientechnologie an der Technischen Universität Ilmenau und wurde dort 2014 mit einer Dissertation mit dem Titel Evaluation der Schwingungsformen auf Kondensatormikrofon-Membranen und deren Einfluss auf den subjektiv wahrgenommenen Klang der Wandler zum Dr.-Ing. Medientechnologie promoviert.

## Berufstätigkeit
Sittler begann nach dem Abitur in einer Hörfunkagentur in Würzburg mit der Produktion von Hörfunkinhalten, denen später Produktionen von Sportberichterstattungen folgten und wurde zum Sportkommentator im Bereich Motorsport, aktuell bei den Sendern n-tv, Eurosport 1 und Eurosport 2. Er ist Streckensprecher der DTM, Fernsehkommentator für Formel-1-Trainings, bei den Übertragungen der FIA Formel3 Europameisterschaft, beim 24-Stunden-Rennen von Le Mans, bei der Formel E, und den Porsche Markenpokalen (Mobil1 Supercup & Carrera Cup Deutschland) sowie Interviewer und Moderator bei Veranstaltungen und Sprecher bei Hörfunk- und TV-Produktionen.
Seit 26. März 2022 ist er auch als Formel-1-Kommentator beim SRF tätig. Zudem ist er für SRF als Kommentator im Segeln im Einsatz, so an den Olympischen Sommerspielen 2024 in Marseille oder dem America’s Cup 2024 in Barcelona.